# Racotis
Racotis là một chi bướm đêm thuộc họ Geometridae.